# Tamprusi (Volk)
Die Tamprusi (auch: Tampele, Tampulma) sind ein Volk in Ghana mit ca. 16.000 (2003) Mitgliedern. Die Sprache der Tamprusi ist das Tampulma aus der Gruppe der Gur-Sprachen. Die Tampusi leben in ca. 25 Dörfern im Norden Ghanas in der Upper East Region im Domongo District vollständig umgeben vom Nachbarvolk Mamprusi. 